# Nature Heritage Fund
Der Nature Heritage Fund ist ein anfechtbarer Ministerialfonds in Neuseeland, der 1990 mit dem Ziel eingerichtet wurde, indigene Wälder des Landes und später auch andere schützenswerte Gebiete unter Schutz zu stellen. Die Geschäftsstelle des Nature Heritage Fund hat ihren Sitz in Wellington.

## Geschichte
Der Fonds wurde im Jahr 1990 unter dem Namen Forest Heritage Fund von der damaligen neuseeländischen Regierung unter der New Zealand Labour Party in Wellington gegründet. Seinerzeit war der Fonds ausschließlich auf den Schutz von Waldgebieten ausgerichtet. Dies änderte sich im Jahr 1998, als der Fonds auch auf Nicht-Waldgebiete ausgeweitet und deshalb in Nature Heritage Fund umbenannt wurde. Im Jahr 2015 feierte die Regierung das 25-jährige Bestehen des Fonds, der bis dahin 341,881 Hektar Land, das sich in Bezug auf sein Ökosystem in einem kritischen Zustand befand, unter Schutz gestellt und dafür in den 25 Jahren insgesamt über 162 Mio. $NZ ausgegeben hatte. Damit konnte der Fonds bis zu diesem Zeitpunkt 1,3 % der Fläche Neuseelands unter Schutz stellen.

## Verantwortlichkeiten
Während das Department of Conservation für die Verwaltung und die Einhaltung des Naturschutzes in den geschützten Gebieten zuständig ist, kontrolliert das Ministry of Conservation den Fonds und das unabhängige Nature Heritage Fund Committee, das vom zuständigen Minister ernannt wird, bearbeitet und spricht Empfehlungen über die an den Fonds gerichteten Anträge und Vorschläge aus.
Die Ernennung der Mitglieder des Komitees erfolgt auf Basis des §56 des Conservation Act 1987.
Anträge an den Fonds können neben staatlichen, lokalen und regionalen Behörden und Organisationen auch NGOs und private Landbesitzer stellen.